# いるか座V339星
いるか座V339星は、2013年8月14日にいるか座の方向で発見された新星である。視等級で最大4.3等級という、かなり明るい新星となった。

## 発見
この新星は、協定世界時2013年8月14.5843日に日本の板垣公一によって18cm望遠鏡とCCDカメラを用いて発見された。発見時の明るさは6.8等級であった。13.565日までの画像では、13等級以下の明るさにおいて同じ位置での天体は撮影されていない。

## 観測
この新星の発見は日本での観測の後、ヨーロッパも夜を迎えた事で各地で観測された。ドイツの P. Schmeer による14.829日の観測では、双眼鏡での眼視観測で6.0等級に相当する事が分かり、市街地でも小さな双眼鏡で容易に観測できる明るさとなった。新星が肉眼で見えるほど明るくなったのは2009年のエリダヌス座KT星の5等級以来の発見である。なお、エリダヌス座KT星の発見も板垣によるものである。14.952日に日本の遊佐徹による観測ではV等級は6.66等級まで低下していたほか、B等級で6.72等級、R等級で6.32等級である事が測定された。その後16.45日にはピークである4.3等級に達した。その後は緩やかな減光に転じている。なお各色指数の測定には視等級8.00等級の HD 193911 が基準とされた。
イタリアの G. Masi らの分光観測によれば、この新星は-2300km/s相当の強いHαの輝線を示している。またイギリスのリヴァプール・ジョン・ムーアズ大学のグループは、はくちょう座P型プロファイル (P Cyg profile) と呼ばれる波長の短い8.1Åが+2400km/sの吸収線、長い52.9Åが-2300km/sの輝線となり、ケイ素IIの-1100km/s、鉄Iの-1100km/s、ヘリウムIの-870km/sという輝線を持つスペクトルを見出した。これらは この新星が爆発直後の古典新星である事を示している。また、弱いナトリウムIDの吸収線も見つかっており、星間物質がナトリウムで飽和していない事を示している。スウィフトによる14日23時4分から15日0時52分までの観測では、紫外線領域では極めて明るい天体だったが、X線領域ではその位置で天体を見出す事が出来なかった。
なお、後の分析で、清田誠一郎によって14.50566日に同じ位置で7.2等級の明るさの天体が観測された事が判明している。
|       | 等級        | 日時（2013年8月・UT） |
| ----- | ----------- | --------------------- |
| U等級 | 4.20 ± 0.02 | 16.85                 |
| B等級 | 4.85 ± 0.02 | 16.80                 |
| V等級 | 4.3         | 16.45                 |
| J等級 | 4.20 ± 0.02 | 15.86                 |
| H等級 | 4.09 ± 0.02 | 16.85                 |
| K等級 | 4.05 ± 0.02 | 16.85                 |
| L等級 | 3.84 ± 0.02 | 16.85                 |
| M等級 | 3.83 ± 0.04 | 16.85                 |